# Recovery
Recovery is het zevende studioalbum van de Amerikaanse rapper Eminem.

## Geschiedenis
Recovery zou een vervolg worden op zijn comebackalbum Relapse en zou Relapse 2 gaan heten. Doordat Eminem en Dr. Dre, die beiden albums produceerden, tijdens de opnamen van Relapse zo veel materiaal hadden overgehouden, had Eminem besloten om al het materiaal dat niet meer op Relapse paste, uit te brengen op een nieuw album, Relapse 2. Het is nu onduidelijk of Eminem met dit project doorgaat en alleen de titel van het album heeft veranderd, of Relapse 2 aan de kant heeft geschoven en een nieuw project is begonnen.
Op 19 november 2009 maakte Eminem bekend dat Relapse 2 niet eerder dan begin 2010 uitgebracht zal worden. Om de fans tegemoet te komen, is een nieuwe versie van Relapse uitgebracht met daarop 7 bonustracks, getiteld Relapse: Refill. Het album Recovery werd op 18 juni 2010 uitgebracht.

## Nummers
| Nr. | Titel                                     | Duur |
| --- | ----------------------------------------- | ---- |
| 1.  | Cold Wind Blows                           | 5:04 |
| 2.  | Talkin' 2 Myself (met Kobe)               | 5:00 |
| 3.  | On Fire                                   | 3:34 |
| 4.  | Won't Back Down (met Pink)                | 4:26 |
| 5.  | W.T.P.                                    | 3:58 |
| 6.  | Going Through Changes (met Ozzy Osbourne) | 4:59 |
| 7.  | Not Afraid                                | 4:08 |
| 8.  | Seduction (met Sly Jordan)                | 4:35 |
| 9.  | No Love (met Lil Wayne)                   | 5:00 |
| 10. | Space Bound                               | 4:39 |
| 11. | Cinderella Man                            | 4:39 |
| 12. | 25 To Life (met Liz Rodrigues)            | 4:02 |
| 13. | So Bad                                    | 5:25 |
| 14. | Almost Famous                             | 4:53 |
| 15. | Love The Way You Lie (met Rihanna)        | 4:23 |
| 16. | You're Never Over                         | 5:06 |

## Hitnoteringen

### NederlandseAlbum Top 100
| Hitnotering: (Week 1 t/m 32) 26-06-2010 t/m 29-01-2011 Hitnotering (Week 33 t/m 34) 26-02-2011 t/m 05-03-2011 Hitnotering (Week 35 t/m 36) 19-03-2011 t/m 26-03-2011 Hitnotering (Week 37) 16-07-2011 Hitnotering (Week 38 t/m 39) 13-08-2011 t/m 20-08-2011 | Hitnotering: (Week 1 t/m 32) 26-06-2010 t/m 29-01-2011 Hitnotering (Week 33 t/m 34) 26-02-2011 t/m 05-03-2011 Hitnotering (Week 35 t/m 36) 19-03-2011 t/m 26-03-2011 Hitnotering (Week 37) 16-07-2011 Hitnotering (Week 38 t/m 39) 13-08-2011 t/m 20-08-2011 | Hitnotering: (Week 1 t/m 32) 26-06-2010 t/m 29-01-2011 Hitnotering (Week 33 t/m 34) 26-02-2011 t/m 05-03-2011 Hitnotering (Week 35 t/m 36) 19-03-2011 t/m 26-03-2011 Hitnotering (Week 37) 16-07-2011 Hitnotering (Week 38 t/m 39) 13-08-2011 t/m 20-08-2011 | Hitnotering: (Week 1 t/m 32) 26-06-2010 t/m 29-01-2011 Hitnotering (Week 33 t/m 34) 26-02-2011 t/m 05-03-2011 Hitnotering (Week 35 t/m 36) 19-03-2011 t/m 26-03-2011 Hitnotering (Week 37) 16-07-2011 Hitnotering (Week 38 t/m 39) 13-08-2011 t/m 20-08-2011 | Hitnotering: (Week 1 t/m 32) 26-06-2010 t/m 29-01-2011 Hitnotering (Week 33 t/m 34) 26-02-2011 t/m 05-03-2011 Hitnotering (Week 35 t/m 36) 19-03-2011 t/m 26-03-2011 Hitnotering (Week 37) 16-07-2011 Hitnotering (Week 38 t/m 39) 13-08-2011 t/m 20-08-2011 | Hitnotering: (Week 1 t/m 32) 26-06-2010 t/m 29-01-2011 Hitnotering (Week 33 t/m 34) 26-02-2011 t/m 05-03-2011 Hitnotering (Week 35 t/m 36) 19-03-2011 t/m 26-03-2011 Hitnotering (Week 37) 16-07-2011 Hitnotering (Week 38 t/m 39) 13-08-2011 t/m 20-08-2011 | Hitnotering: (Week 1 t/m 32) 26-06-2010 t/m 29-01-2011 Hitnotering (Week 33 t/m 34) 26-02-2011 t/m 05-03-2011 Hitnotering (Week 35 t/m 36) 19-03-2011 t/m 26-03-2011 Hitnotering (Week 37) 16-07-2011 Hitnotering (Week 38 t/m 39) 13-08-2011 t/m 20-08-2011 | Hitnotering: (Week 1 t/m 32) 26-06-2010 t/m 29-01-2011 Hitnotering (Week 33 t/m 34) 26-02-2011 t/m 05-03-2011 Hitnotering (Week 35 t/m 36) 19-03-2011 t/m 26-03-2011 Hitnotering (Week 37) 16-07-2011 Hitnotering (Week 38 t/m 39) 13-08-2011 t/m 20-08-2011 | Hitnotering: (Week 1 t/m 32) 26-06-2010 t/m 29-01-2011 Hitnotering (Week 33 t/m 34) 26-02-2011 t/m 05-03-2011 Hitnotering (Week 35 t/m 36) 19-03-2011 t/m 26-03-2011 Hitnotering (Week 37) 16-07-2011 Hitnotering (Week 38 t/m 39) 13-08-2011 t/m 20-08-2011 | Hitnotering: (Week 1 t/m 32) 26-06-2010 t/m 29-01-2011 Hitnotering (Week 33 t/m 34) 26-02-2011 t/m 05-03-2011 Hitnotering (Week 35 t/m 36) 19-03-2011 t/m 26-03-2011 Hitnotering (Week 37) 16-07-2011 Hitnotering (Week 38 t/m 39) 13-08-2011 t/m 20-08-2011 | Hitnotering: (Week 1 t/m 32) 26-06-2010 t/m 29-01-2011 Hitnotering (Week 33 t/m 34) 26-02-2011 t/m 05-03-2011 Hitnotering (Week 35 t/m 36) 19-03-2011 t/m 26-03-2011 Hitnotering (Week 37) 16-07-2011 Hitnotering (Week 38 t/m 39) 13-08-2011 t/m 20-08-2011 | Hitnotering: (Week 1 t/m 32) 26-06-2010 t/m 29-01-2011 Hitnotering (Week 33 t/m 34) 26-02-2011 t/m 05-03-2011 Hitnotering (Week 35 t/m 36) 19-03-2011 t/m 26-03-2011 Hitnotering (Week 37) 16-07-2011 Hitnotering (Week 38 t/m 39) 13-08-2011 t/m 20-08-2011 | Hitnotering: (Week 1 t/m 32) 26-06-2010 t/m 29-01-2011 Hitnotering (Week 33 t/m 34) 26-02-2011 t/m 05-03-2011 Hitnotering (Week 35 t/m 36) 19-03-2011 t/m 26-03-2011 Hitnotering (Week 37) 16-07-2011 Hitnotering (Week 38 t/m 39) 13-08-2011 t/m 20-08-2011 | Hitnotering: (Week 1 t/m 32) 26-06-2010 t/m 29-01-2011 Hitnotering (Week 33 t/m 34) 26-02-2011 t/m 05-03-2011 Hitnotering (Week 35 t/m 36) 19-03-2011 t/m 26-03-2011 Hitnotering (Week 37) 16-07-2011 Hitnotering (Week 38 t/m 39) 13-08-2011 t/m 20-08-2011 | Hitnotering: (Week 1 t/m 32) 26-06-2010 t/m 29-01-2011 Hitnotering (Week 33 t/m 34) 26-02-2011 t/m 05-03-2011 Hitnotering (Week 35 t/m 36) 19-03-2011 t/m 26-03-2011 Hitnotering (Week 37) 16-07-2011 Hitnotering (Week 38 t/m 39) 13-08-2011 t/m 20-08-2011 | Hitnotering: (Week 1 t/m 32) 26-06-2010 t/m 29-01-2011 Hitnotering (Week 33 t/m 34) 26-02-2011 t/m 05-03-2011 Hitnotering (Week 35 t/m 36) 19-03-2011 t/m 26-03-2011 Hitnotering (Week 37) 16-07-2011 Hitnotering (Week 38 t/m 39) 13-08-2011 t/m 20-08-2011 | Hitnotering: (Week 1 t/m 32) 26-06-2010 t/m 29-01-2011 Hitnotering (Week 33 t/m 34) 26-02-2011 t/m 05-03-2011 Hitnotering (Week 35 t/m 36) 19-03-2011 t/m 26-03-2011 Hitnotering (Week 37) 16-07-2011 Hitnotering (Week 38 t/m 39) 13-08-2011 t/m 20-08-2011 | Hitnotering: (Week 1 t/m 32) 26-06-2010 t/m 29-01-2011 Hitnotering (Week 33 t/m 34) 26-02-2011 t/m 05-03-2011 Hitnotering (Week 35 t/m 36) 19-03-2011 t/m 26-03-2011 Hitnotering (Week 37) 16-07-2011 Hitnotering (Week 38 t/m 39) 13-08-2011 t/m 20-08-2011 | Hitnotering: (Week 1 t/m 32) 26-06-2010 t/m 29-01-2011 Hitnotering (Week 33 t/m 34) 26-02-2011 t/m 05-03-2011 Hitnotering (Week 35 t/m 36) 19-03-2011 t/m 26-03-2011 Hitnotering (Week 37) 16-07-2011 Hitnotering (Week 38 t/m 39) 13-08-2011 t/m 20-08-2011 | Hitnotering: (Week 1 t/m 32) 26-06-2010 t/m 29-01-2011 Hitnotering (Week 33 t/m 34) 26-02-2011 t/m 05-03-2011 Hitnotering (Week 35 t/m 36) 19-03-2011 t/m 26-03-2011 Hitnotering (Week 37) 16-07-2011 Hitnotering (Week 38 t/m 39) 13-08-2011 t/m 20-08-2011 | Hitnotering: (Week 1 t/m 32) 26-06-2010 t/m 29-01-2011 Hitnotering (Week 33 t/m 34) 26-02-2011 t/m 05-03-2011 Hitnotering (Week 35 t/m 36) 19-03-2011 t/m 26-03-2011 Hitnotering (Week 37) 16-07-2011 Hitnotering (Week 38 t/m 39) 13-08-2011 t/m 20-08-2011 | Hitnotering: (Week 1 t/m 32) 26-06-2010 t/m 29-01-2011 Hitnotering (Week 33 t/m 34) 26-02-2011 t/m 05-03-2011 Hitnotering (Week 35 t/m 36) 19-03-2011 t/m 26-03-2011 Hitnotering (Week 37) 16-07-2011 Hitnotering (Week 38 t/m 39) 13-08-2011 t/m 20-08-2011 | Hitnotering: (Week 1 t/m 32) 26-06-2010 t/m 29-01-2011 Hitnotering (Week 33 t/m 34) 26-02-2011 t/m 05-03-2011 Hitnotering (Week 35 t/m 36) 19-03-2011 t/m 26-03-2011 Hitnotering (Week 37) 16-07-2011 Hitnotering (Week 38 t/m 39) 13-08-2011 t/m 20-08-2011 |
| Week: | 1 | 2 | 3 | 4 | 5 | 6 | 7 | 8 | 9 | 10 | 11 | 12 | 13 | 14 | 15 | 16 | 17 | 18 | 19 | 20 | 21 | 22 |
| --- | --- | --- | --- | --- | --- | --- | --- | --- | --- | --- | --- | --- | --- | --- | --- | --- | --- | --- | --- | --- | --- | --- |
| Positie: | 3 | 2 | 2 | 4 | 3 | 3 | 4 | 3 | 5 | 7 | 10 | 13 | 20 | 18 | 18 | 14 | 34 | 42 | 41 | 45 | 48 | 67 |
| Week: | 23 | 24 | 25 | 26 | 27 | 28 | 29 | 30 | 31 | 32 | | 33 | 34 | | 35 | 36 | | 37 | | 38 | 39 | |
| Positie: | 69 | 75 | 79 | 87 | 84 | 71 | 89 | 81 | 97 | 95 | uit | 93 | 81 | uit | 97 | 85 | uit | 89 | uit | 78 | 92 | uit |

### VlaamseUltratop 100Albums
| Hitnotering: (Week 1 t/m 49) 03-07-2010 t/m 04-06-2011 Hitnotering: (Week 50 t/m 63) 09-07-2011 t/m 08-10-2011 | Hitnotering: (Week 1 t/m 49) 03-07-2010 t/m 04-06-2011 Hitnotering: (Week 50 t/m 63) 09-07-2011 t/m 08-10-2011 | Hitnotering: (Week 1 t/m 49) 03-07-2010 t/m 04-06-2011 Hitnotering: (Week 50 t/m 63) 09-07-2011 t/m 08-10-2011 | Hitnotering: (Week 1 t/m 49) 03-07-2010 t/m 04-06-2011 Hitnotering: (Week 50 t/m 63) 09-07-2011 t/m 08-10-2011 | Hitnotering: (Week 1 t/m 49) 03-07-2010 t/m 04-06-2011 Hitnotering: (Week 50 t/m 63) 09-07-2011 t/m 08-10-2011 | Hitnotering: (Week 1 t/m 49) 03-07-2010 t/m 04-06-2011 Hitnotering: (Week 50 t/m 63) 09-07-2011 t/m 08-10-2011 | Hitnotering: (Week 1 t/m 49) 03-07-2010 t/m 04-06-2011 Hitnotering: (Week 50 t/m 63) 09-07-2011 t/m 08-10-2011 | Hitnotering: (Week 1 t/m 49) 03-07-2010 t/m 04-06-2011 Hitnotering: (Week 50 t/m 63) 09-07-2011 t/m 08-10-2011 | Hitnotering: (Week 1 t/m 49) 03-07-2010 t/m 04-06-2011 Hitnotering: (Week 50 t/m 63) 09-07-2011 t/m 08-10-2011 | Hitnotering: (Week 1 t/m 49) 03-07-2010 t/m 04-06-2011 Hitnotering: (Week 50 t/m 63) 09-07-2011 t/m 08-10-2011 | Hitnotering: (Week 1 t/m 49) 03-07-2010 t/m 04-06-2011 Hitnotering: (Week 50 t/m 63) 09-07-2011 t/m 08-10-2011 | Hitnotering: (Week 1 t/m 49) 03-07-2010 t/m 04-06-2011 Hitnotering: (Week 50 t/m 63) 09-07-2011 t/m 08-10-2011 | Hitnotering: (Week 1 t/m 49) 03-07-2010 t/m 04-06-2011 Hitnotering: (Week 50 t/m 63) 09-07-2011 t/m 08-10-2011 | Hitnotering: (Week 1 t/m 49) 03-07-2010 t/m 04-06-2011 Hitnotering: (Week 50 t/m 63) 09-07-2011 t/m 08-10-2011 | Hitnotering: (Week 1 t/m 49) 03-07-2010 t/m 04-06-2011 Hitnotering: (Week 50 t/m 63) 09-07-2011 t/m 08-10-2011 | Hitnotering: (Week 1 t/m 49) 03-07-2010 t/m 04-06-2011 Hitnotering: (Week 50 t/m 63) 09-07-2011 t/m 08-10-2011 | Hitnotering: (Week 1 t/m 49) 03-07-2010 t/m 04-06-2011 Hitnotering: (Week 50 t/m 63) 09-07-2011 t/m 08-10-2011 | Hitnotering: (Week 1 t/m 49) 03-07-2010 t/m 04-06-2011 Hitnotering: (Week 50 t/m 63) 09-07-2011 t/m 08-10-2011 | Hitnotering: (Week 1 t/m 49) 03-07-2010 t/m 04-06-2011 Hitnotering: (Week 50 t/m 63) 09-07-2011 t/m 08-10-2011 | Hitnotering: (Week 1 t/m 49) 03-07-2010 t/m 04-06-2011 Hitnotering: (Week 50 t/m 63) 09-07-2011 t/m 08-10-2011 | Hitnotering: (Week 1 t/m 49) 03-07-2010 t/m 04-06-2011 Hitnotering: (Week 50 t/m 63) 09-07-2011 t/m 08-10-2011 | Hitnotering: (Week 1 t/m 49) 03-07-2010 t/m 04-06-2011 Hitnotering: (Week 50 t/m 63) 09-07-2011 t/m 08-10-2011 | Hitnotering: (Week 1 t/m 49) 03-07-2010 t/m 04-06-2011 Hitnotering: (Week 50 t/m 63) 09-07-2011 t/m 08-10-2011 |
| Week: | 1 | 2 | 3 | 4 | 5 | 6 | 7 | 8 | 9 | 10 | 11 | 12 | 13 | 14 | 15 | 16 | 17 | 18 | 19 | 20 | 21 | 22 |
| --- | --- | --- | --- | --- | --- | --- | --- | --- | --- | --- | --- | --- | --- | --- | --- | --- | --- | --- | --- | --- | --- | --- |
| Positie: | 2 | 2 | 2 | 2 | 4 | 4 | 5 | 5 | 6 | 9 | 6 | 10 | 9 | 9 | 17 | 15 | 14 | 22 | 26 | 29 | 43 | 52 |
| Week: | 23 | 24 | 25 | 26 | 27 | 28 | 29 | 30 | 31 | 32 | 33 | 34 | 35 | 36 | 37 | 38 | 39 | 40 | 41 | 42 | 43 | 44 |
| Positie: | 60 | 59 | 59 | 74 | 67 | 70 | 59 | 72 | 67 | 65 | 88 | 69 | 56 | 67 | 75 | 76 | 83 | 98 | 93 | 77 | 97 | 84 |
| Week: | 45 | 46 | 47 | 48 | 49 | | 50 | 51 | 52 | 53 | 54 | 55 | 56 | 57 | 58 | 59 | 60 | 61 | 62 | 63 | | |
| Positie: | 73 | 70 | 89 | 96 | 85 | uit | 97 | 91 | 86 | 84 | 80 | 79 | 85 | 55 | 59 | 65 | 89 | 100 | 88 | 93 | uit | |